# Oxalis annae
Oxalis annae là một loài thực vật có hoa trong họ Chua me đất. Loài này được F. Bol. mô tả khoa học đầu tiên.